# Eteocle Lorini
Eteocle Lorini (Milano, 24 aprile 1865 – Tortona, 13 novembre 1919) è stato un economista e politico italiano.

## Biografia
Laureato in giurisprudenza nel 1889, fu docente di economia politica, scienza delle finanze e diritto finanziario all'Università di Pavia. Fu inoltre membro corrispondente della Société d'économie politique di Parigi e professore onorario a Bruxelles.
Dal 1915 fino alla morte fu sindaco di Pavia.

## Opere (selezione)
- La questione della valuta in Austria-Ungheria, Roma, Loescher, 1892
- Einige Bemerkungen über das Finanz-und Münzwesen Italiens, Loescher, 1894
- La moneta e il principio del costo comparativo, Roma, Loescher, 1896
- La rifoma monetaria della Russia, Torino, Loescher, 1897
- La valuta d'oro al Giappone, Loescher, 1898
- Economie monétaire, Bruxelles, Larcier, 1898
- La Persia economica contemporanea e la sua questione monetaria, Roma, Loescher, 1899
- Il profitto, Roma, Loescher, 1900
- In memoria d'Angelo Messedaglia, in «Rivista internazionale di scienze sociali», ottobre 1901
- La Repubblica Argentina e i suoi maggiori problemi di economia e di finanza, Roma, Loescher, 1902
- L'Argentina e la sua crisi attuale, in «Nuova Antologia», 1º ottobre 1902
- Trattato di scienza delle finanze, Pavia, Mattei, Speroni e C., 1912 (1913)
- Provvedimenti finanziari provvisori oppure grandi riforme (l'imposta globale)?, in «Annuario dell'Università di Pavia», Pavia, Successori Bizzoni, 1914-15.